# 班布特罗
班布特罗（INN：bambuterol）是一种长效β肾上腺素受体激动剂（LABA），用于治疗哮喘；它也是特布他林的前药。阿斯利康制药公司以商品名Bambec和Oxeol生产和销售班布特罗。

## 适应症
与其他LABA一样，班布特罗用于持续性哮喘的长期治疗。它不应该用作短期缓解哮喘症状的急救药物。

### 禁忌症
班布特罗禁用于妊娠期和肝功能严重受损的人群。肾功能不全的人可以使用，但需要调整剂量。

## 副作用
班布特罗的不良反应与沙丁胺醇相似，可能包括疲劳、恶心、心悸、头痛、头晕和震颤。

## 相互作用
班布特罗与皮质类固醇、利尿剂和黄嘌呤衍生物（如茶碱）同时服用会增加低钾血症的风险。
班布特罗可作为胆碱酯酶抑制剂，可以延长琥珀胆碱等药物的作用持续时间，这些药物依赖于胆碱酯酶功能来在体内分解。班布特罗停用后约两周，丁酰胆碱酯酶活性便可恢复正常。它还可以增强非去极化神经肌肉阻滞药的作用，例如维库溴铵。